# Лонгин (консул 486 г.)
Вижте пояснителната страница за други личности с името Лонгин.
Флавий Лонгин (на латински: Flavius Longinus; на гръцки: Λογγῖνος, † след 492 г.) е политик, военачалник, претендент за трона на Източната Римска империя и бунтовник против император Анастасий I.

## Биография
Лонгин произлиза от Исаврия в Мала Азия и е по-малък брат на император Зенон. Майка му се казва Лалис. Женен е за Валерия и има дъщеря Лонгина.
През 483 г. Лонгин е изпратен от брат си като генерал в Сирия, където е взет в плен от съперника му генерал Ил. След връщането му в Константинопол през 485 г. той е произведен за magister militum praesentalis и консул. През 486 г. Лонгин е консул заедно с Цецина Маворций Басилий Деций. През 490 г. той е отново консул. Колега му е Аниций Проб Фауст.
След смъртта на Зенон през 491 г. Лонгин има претенции за трона, но е избран Анастасий. През 492 г. Анастасий го пропъжда в Горен Египет и го вкарва в манастир. Лонгин продължава със съпротивата си от Мала Азия, прекратена след седем години гражданска война от Анастасий.